# Yankuba Touray
Yankuba Touray (* 9. Juni 1966 in Nawleru, Central Baddibu; Schreibvariante Yankouba Touray) ist ein gambischer Politiker.

## Leben
Touray, der aus der Volksgruppe der Mandinka stammt, besuchte von 1979 bis 1984 die Muslim High School in Banjul und trat 1986 in der Gambia National Army ein. Seine Karriere beim Militär führte 1991 zum Second Lieutenant und 1993 wurde er Verwaltungsoffizier an der Army Training School at Farafenni.
Drei Tage nach dem Putsch 1994 wurde Touray in dem Armed Forces Provisional Ruling Council (AFPRC) ernannt, dort übernahm er die Aufgaben als Minister für lokale Regierung und Ländereien (englisch Minister for local government and lands). Im November 1994 wurde er in den Rang eines Hauptmanns befördert. Im September 1996 verließ Touray die Armee und ging er in den Ruhestand. Im März 1997 wurde er vom Präsident Yahya Jammeh zum Minister für Jugend und Sport ernannt (englisch Secretary of State (SoS) for youth and sports). In der Partei Alliance for Patriotic Reorientation and Construction (APRC) wurde er zum nationalen Mobilisator ernannt. August 2000 gab es eine Kabinettsumbildung und er bekam den Posten als Minister für Tourismus und Kultur (englisch SoS of tourism and culture) eine weitere Kabinettsumbildung erfolgte im Oktober 2003 die ihn zum Minister für Kommunikation, Information und Technologie (englisch SoS of communication, information, and technology) machte. Zwei Monate später fiel er beim Präsidenten Jammeh in Ungnade, wurde entlassen und mit der Anschuldigung der Korruption angeklagt. Er erlangte im Juni 2005 wieder einen Posten im Kabinett als Minister für Landwirtschaft und Fischerei (englisch SoS of agriculture and fisheries). Im Oktober des gleichen Jahres wurden die Ressorts umverteilt, so dass er nun als Minister für Fischerei und Ressourcen (englisch SoS of fisheries and resources) im Kabinett sitzt. Im November 2007 wurde ihm das Ressorts Angelegenheiten der Nationalversammlung (englisch National Assembly matters) zugeschrieben.
Im Juni 2009 wurde Touray aus dem Kabinett entlassen.
Anfang Juli 2019 wurde er wegen des Verdachts, im Juni 1995 den damaligen Finanzminister Ousman Koro Ceesay getötet zu haben, verhaftet. Im Juli 2021 wurde er instanzlich wegen Mordes zum Tode verurteilt. Ein Berufungsgericht hielt die Verurteilung im Dezember 2022 aufrecht. Er legte Revision beim Supreme Court ein; eine Entscheidung des Gerichts steht noch aus (Stand Februar 2025).